# Haagdijk
De Haagdijk in Breda is van oudsher een van de drie toegangswegen naar het oude stadscentrum naast de Ginnekenstraat en de Boschstraat. De Haagdijk is gelegen dicht bij de Haven en is het verlengde van de Lange Brugstraat en Tolbrugstraat. De straat is mogelijk de oudste winkelstraat van Breda.

## Geschiedenis
De naam Haagdijk (ook wel Aodijk of Hadijk genoemd) verwijst naar Princenhage; de Haagdijk was de dijk die naar Princenhage (Haghe) liep. In 1368 komt de naam voor het eerst voor in een oorkonde uit het archief van het begijnhof als Haeghdijc.
Toen in 1682 de vestingwerken werden gereconstrueerd, werd de Haagdijk voor ongeveer een kwart ingekort. Het gesloopte deel werd ook wel Fellenoord genoemd. De Haagdijk loopt nu verder door als Nieuwe Haagdijk en Haagweg.
Vanwege het raadsbesluit van 1747 welke voorschreef dat het voor Joden verboden was zich binnen de stadsmuren te begeven, vestigden veel Joden zich op de (net buiten de stadsmuren gelegen) Haagdijk. Ze waren werkzaam in de hoedenmakerij, de sigarenenindustrie, de stoffenhandel, de vleeshouwerij en de sloop van oude huizen  Hierdoor groeide de Haagdijk uit tot een dichtbevolkte en welvarende straat met veel middenstand. 
Aan de Haagdijk zijn diverse monumentale panden.
Op nummer 180 bevond zich vroeger een rooms-katholiek Gasthuis.

## Markt
Aan het einde van de Haagdijk en begin van de Haagweg was er elke zaterdag weekmarkt van 11.00 tot 17.00 uur. die is verhuisd naar het dr. Jan Ingenhouszplein

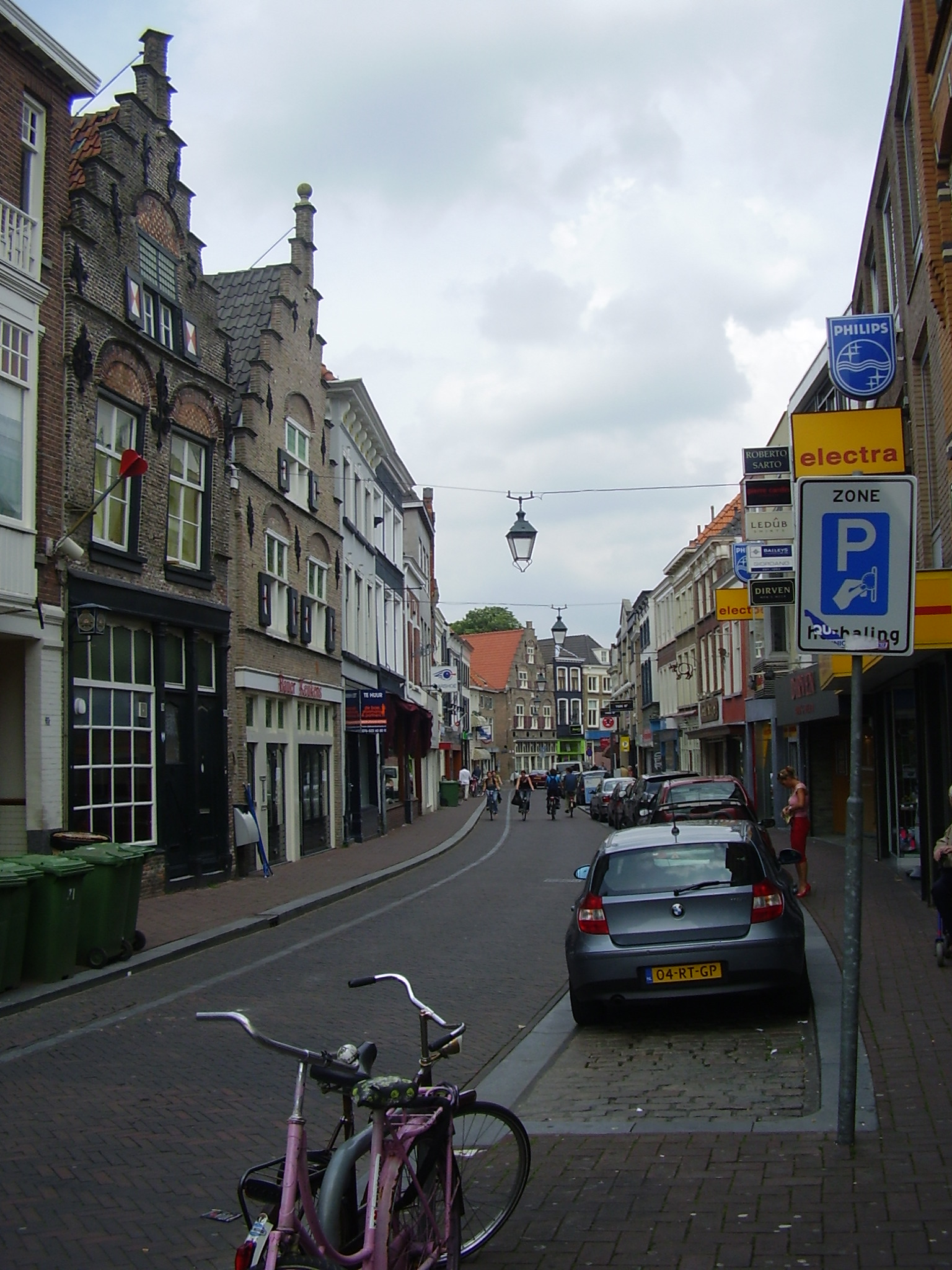
De Haagdijk in oostelijke richting
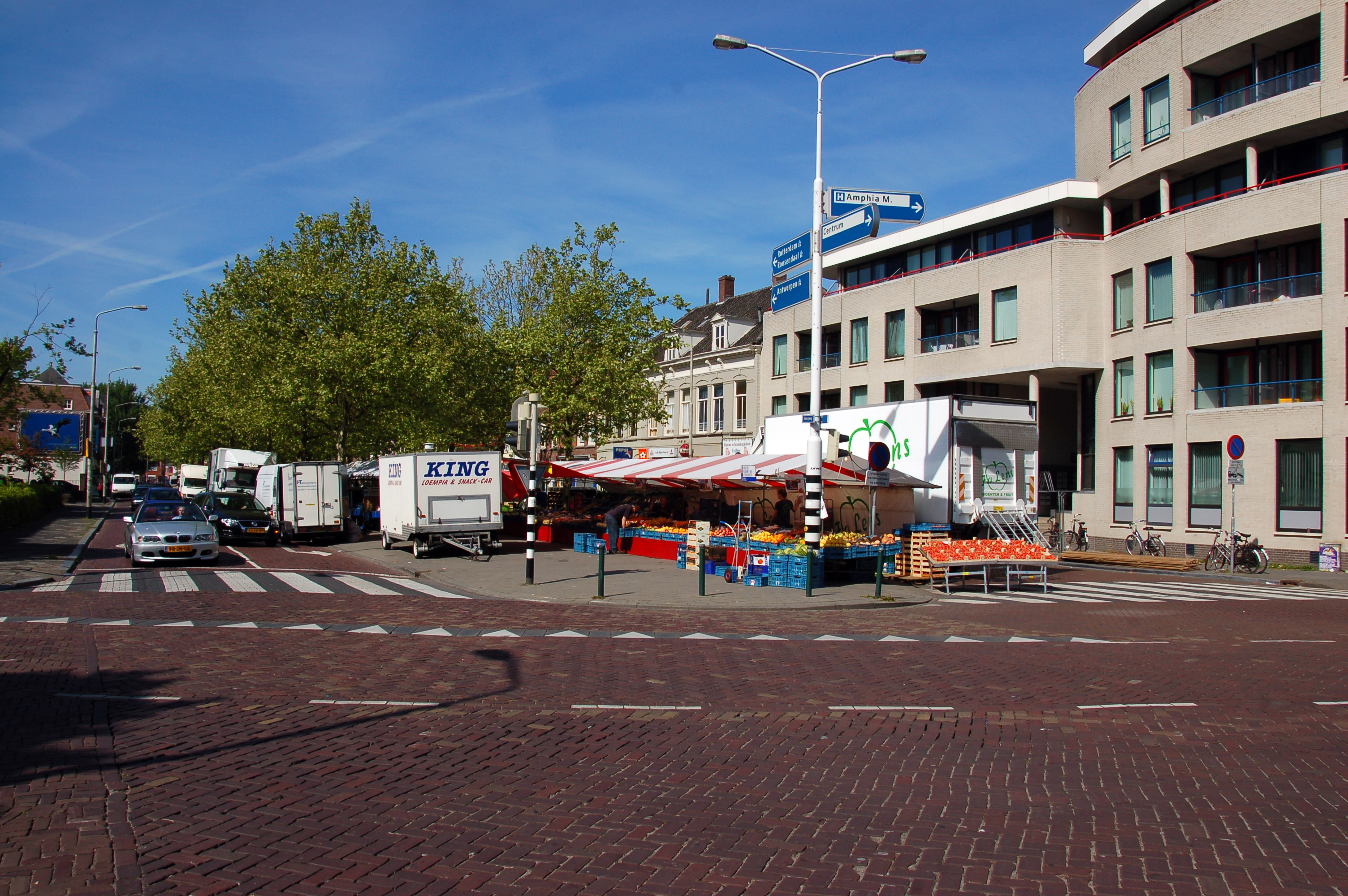
Markt